# Thibaudylla palpata
Thibaudylla palpata är en urinsektsart som först beskrevs av Louis Deharveng och Najt in Tillier 1988.  Thibaudylla palpata ingår i släktet Thibaudylla och familjen Hypogastruridae. Inga underarter finns listade i Catalogue of Life.